# Luciano Pavesi
Luciano Pavesi (ur. 7 lipca 1942 w Mediolanie) – włoski kierowca wyścigowy. Właściciel zespołu Pavesi Racing.

## Kariera
Pavesi rozpoczął karierę w międzynarodowych wyścigach samochodowych w 1971 roku od startów we  Włoskiej Formule 3, gdzie jednak nie zdobywał punktów. Cztery lata później został mistrzem tej serii. W późniejszych latach Włoch pojawiał się także w stawce Brytyjskiej Formuły 3 BRSCC John Player, Brytyjskiej Formuły 3 BARC, Europejskiej Formuły 3 oraz Europejskiej Formuły 2.
W Europejskiej Formule 2 Włoch startował w latach 1976-1977. W pierwszym sezonie startów nie zdobywał punktów. Rok później z dorobkiem jednego punktu uplasował się na dwudziestej pozycji w klasyfikacji generalnej.